# Campeonato Uruguayo de Primera División 1957
El Campeonato Uruguayo 1957 fue el 53° torneo de Primera División del fútbol uruguayo, correspondiente al año 1957. Contó con la participación de 10 equipos, los cuales se enfrentaron en sistema de todos contra todos a dos ruedas.
El campeón fue el Club Nacional de Football, que se alzó con su vigésimo quinto título de Primera División y el tercero consecutivo, todos ellos bajo la dirección técnica de Ondino Viera. Por otra parte, el recién ascendido Centro Atlético Fénix cumplió una buena campaña ubicándose en el cuarto puesto.
En la parte baja de la tabla descendió a Segunda División el Racing Club de Montevideo.

## Participantes

### Ascensos y descensos
| Equipo | Ascendido como                      |
| ------ | ----------------------------------- |
| Fénix  | Campeón de la Segunda División 1956 |

| Equipo      | Descendido como           |
| ----------- | ------------------------- |
| Sud América | 10° Primera División 1956 |

## Campeonato

### Tabla de posiciones
| Pos. | Equipo               | PJ | PG | PE | PP | GF | GC | Dif. | Pts. |
| ---- | -------------------- | -- | -- | -- | -- | -- | -- | ---- | ---- |
| 1º   | Nacional             | 18 | 9  | 6  | 3  | 30 | 14 | +16  | 24   |
| 2º   | Peñarol              | 18 | 9  | 3  | 6  | 39 | 34 | +5   | 21   |
| 3º   | Defensor             | 18 | 8  | 4  | 6  | 41 | 33 | +8   | 20   |
| 4º   | Fénix                | 18 | 8  | 3  | 7  | 31 | 33 | -2   | 19   |
| 5º   | Cerro                | 18 | 7  | 3  | 8  | 35 | 40 | -5   | 17   |
| 6º   | Danubio              | 18 | 5  | 6  | 7  | 22 | 22 | 0    | 16   |
| 7º   | Montevideo Wanderers | 18 | 5  | 6  | 7  | 23 | 24 | -1   | 16   |
| 8º   | Liverpool            | 18 | 7  | 2  | 9  | 25 | 29 | -4   | 16   |
| 9º   | Rampla Juniors       | 18 | 5  | 6  | 7  | 26 | 32 | -6   | 16   |
| 10º  | Racing               | 18 | 5  | 5  | 8  | 21 | 32 | -11  | 15   |

|  | Campeón Uruguayo.             |
|  | Desciende a Segunda División. |

|                                             |
| Uruguay                                     |
| Campeón Uruguayo 1957 Nacional 25.to título |

### Equipos clasificados

#### Copa Aldao 1957
|   | Equipo   | Clasificación como                   |
| - | -------- | ------------------------------------ |
| 1 | Nacional | Campeón del Campeonato Uruguayo 1957 |

### Fixture
| Peñarol        | 3-1 | Montevideo Wanderers |
| Nacional       | 3-0 | Cerro                |
| Rampla Juniors | 3-0 | Defensor             |
| Danubio        | 3-0 | Liverpool            |
| Fénix          | 1-1 | Racing               |

| Nacional             | 1-0 | Liverpool |
| Montevideo Wanderers | 1-0 | Defensor  |
| Fénix                | 2-0 | Cerro     |
| Peñarol              | 3-2 | Danubio   |
| Rampla Juniors       | 1-0 | Racing    |

| Peñarol        | 1-0 | Fénix                |
| Nacional       | 4-0 | Racing               |
| Cerro          | 1-0 | Montevideo Wanderers |
| Rampla Juniors | 3-2 | Danubio              |
| Defensor       | 3-1 | Liverpool            |

| Nacional             | 1-0 | Defensor  |
| Rampla Juniors       | 1-0 | Peñarol   |
| Danubio              | 0-0 | Cerro     |
| Racing               | 1-0 | Liverpool |
| Montevideo Wanderers | 3-1 | Fénix     |

| Racing         | 2-0 | Peñarol              |
| Liverpool      | 3-1 | Montevideo Wanderers |
| Fénix          | 1-0 | Nacional             |
| Defensor       | 2-0 | Danubio              |
| Rampla Juniors | 0-0 | Cerro                |

| Rampla Juniors       | 0-0 | Nacional  |
| Defensor             | 5-1 | Peñarol   |
| Montevideo Wanderers | 0-0 | Danubio   |
| Cerro                | 4-1 | Racing    |
| Fénix                | 3-2 | Liverpool |

| Peñarol        | 3-2 | Cerro                |
| Racing         | 2-2 | Defensor             |
| Danubio        | 1-1 | Fénix                |
| Nacional       | 2-1 | Montevideo Wanderers |
| Rampla Juniors | 2-2 | Liverpool            |

| Nacional             | 2-0 | Peñarol        |
| Montevideo Wanderers | 2-1 | Rampla Juniors |
| Defensor             | 2-1 | Fénix          |
| Danubio              | 2-0 | Racing         |
| Cerro                | 2-0 | Liverpool      |

| Nacional             | 2-0 | Danubio        |
| Fénix                | 3-1 | Rampla Juniors |
| Cerro                | 3-3 | Defensor       |
| Montevideo Wanderers | 0-0 | Racing         |
| Liverpool            | 1-0 | Peñarol        |

| Peñarol        | 3-3 | Montevideo Wanderers |
| Nacional       | 2-0 | Cerro                |
| Rampla Juniors | 1-1 | Defensor             |
| Danubio        | 2-0 | Liverpool            |
| Fénix          | 1-1 | Racing               |

| Nacional             | 1-1 | Liverpool      |
| Montevideo Wanderers | 1-1 | Defensor       |
| Cerro                | 3-2 | Fénix          |
| Peñarol              | 1-1 | Danubio        |
| Racing               | 2-1 | Rampla Juniors |

| Peñarol        | 5-2 | Fénix                |
| Nacional       | 1-1 | Racing               |
| Cerro          | 4-3 | Montevideo Wanderers |
| Rampla Juniors | 1-1 | Danubio              |
| Liverpool      | 4-2 | Defensor             |

| Defensor  | 3-1 | Nacional             |
| Peñarol   | 4-0 | Rampla Juniors       |
| Danubio   | 3-2 | Cerro                |
| Liverpool | 2-1 | Racing               |
| Fénix     | 3-1 | Montevideo Wanderers |

| Peñarol   | 3-2 | Racing               |
| Liverpool | 2-1 | Montevideo Wanderers |
| Nacional  | 5-1 | Fénix                |
| Defensor  | 4-2 | Danubio              |
| Cerro     | 7-4 | Rampla Juniors       |

| Rampla Juniors       | 3-2 | Nacional  |
| Peñarol              | 3-1 | Defensor  |
| Montevideo Wanderers | 1-0 | Danubio   |
| Racing               | 4-0 | Cerro     |
| Fénix                | 1-0 | Liverpool |

| Peñarol   | 4-2 | Cerro                |
| Defensor  | 6-2 | Racing               |
| Danubio   | 3-1 | Fénix                |
| Nacional  | 0-0 | Montevideo Wanderers |
| Liverpool | 2-1 | Rampla Juniors       |

| Nacional             | 3-3 | Peñarol        |
| Montevideo Wanderers | 0-0 | Rampla Juniors |
| Fénix                | 3-1 | Defensor       |
| Racing               | 1-0 | Danubio        |
| Cerro                | 2-1 | Liverpool      |

| Nacional             | 0-0 | Danubio        |
| Fénix                | 4-3 | Rampla Juniors |
| Defensor             | 5-3 | Cerro          |
| Montevideo Wanderers | 4-0 | Racing         |
| Liverpool            | 4-2 | Peñarol        |